# Mormon Lake
Der Mormon Lake ist ein See etwa 35 km südöstlich von Flagstaff im Coconino County im US-Bundesstaat Arizona auf dem Mogollon Rim. Er ist 5,4 km lang und 3,6 km breit und damit der größte natürliche See im US-Bundesstaat Arizona. Große Herden von Wapiti sammeln sich am Ufer des Sees.
Die nächste Ortschaft ist Mormon Lake.
Der See hat keinen oberirdischen Abfluss, aber ganz in der Nähe des Nordufers entspringt der Walnut Creek, der unter anderem den Upper Lake Mary speist, und wie dieser wird der Mormon Lake dem Canyon Diablo Watershed zugerechnet.